# Vetenskapsman

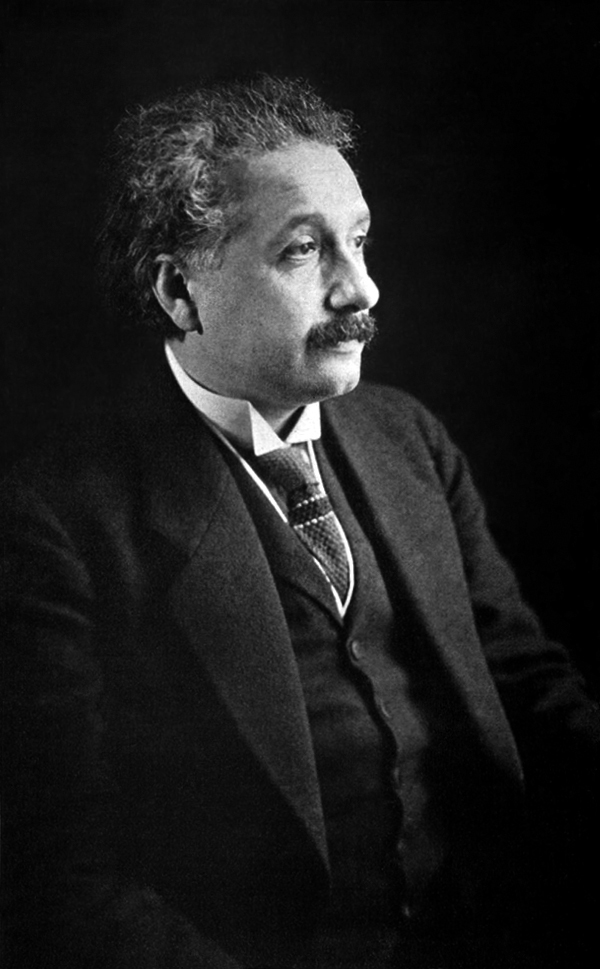
Fysikern Albert Einstein, en av vår tids mest berömda vetenskapsmän.

En vetenskapsman är en expert inom åtminstone ett vetenskapligt område och som använder vetenskapliga metoder för att bedriva forskning. Ordet är belagt i svenskan sedan åtminstone 1811, och begreppet ”vetenskap” i denna betydelse sedan tidigt 1700-tal. Tidigare har vetenskapsmän kallats ”naturfilosofer”.
Ordet vetenskapsman förekommer oavsett kön, och ordets icke-könsneutrala karaktär kan anses vara en historisk artefakt (jämför med orden ombudsman, gärningsman, brandman och sjuksköterska). Vissa anser att forskare är ett mer könsneutralt ord, och är i de flesta kontexter synonymt, men kan även avse privatforskare. Andra föreslagna alternativ är vetenskapare och vetenskapsperson; dessa är dock inte allmänt vedertagna.
Till forskare räknas teoretiker som i huvudsak utvecklar nya modeller för att förklara existerande data, och experimentalister vilka testar modeller genom att göra mätningar. En annan uppdelning kan göras mellan forskare som ägnar sig åt experimentella vetenskaper eller observerande vetenskaper, som till exempel as astronomi, meteorologi och seismologi. I realiteten existerar dock ingen klar uppdelning utan en vetenskapsman kan vara både teoretiker, experimentalist, samt använda observationsdata.
Descartes uppfann analytisk geometri, formulerade teorin för mekanik och musklernas kontraktion. Visuell perception (synförmåga) intresserade läkaren och fysikern Thomas Young och Hermann von Helmholtz, som studerar optik och ljud. Isaac Newton utökade Descartes' matematik genom att utveckla nya matematiska metoder och formulerade den klassiska mekaniken och undersökte ljuset i optiska fenomen. Andra exempel på berömda vetenskapsmän är Joseph Fourier som skapade en ny gren i matematiken (Fourieranalys). Många matematiskt begåvade vetenskapsmän har även varit musiker, till exempel Galileo Galilei.
Matematiken är en hörnsten i de flesta naturvetenskaper. En god matematiker startar med en teori och använder symbolisk matematik eller datorberäkningar för att antingen bekräfta teorin eller förkasta den. Många av de största fysikerna har även varit kreativa matematiker[källa behövs].

## Forskare och ingenjörer
Det finns ingen tydlig gräns mellan vetenskap och ingenjörskonst, förutom att ingenjörer ofta har praktiska målsättningar medan forskare i allmänhet ofta vill förklara grundläggande fenomen. Men båda yrkeskategorier går från ett problem mot en lösning. Vissa vetenskapliga områden domineras av ingenjörer, exempelvis mekanik, elektronik, kemiteknik och flygtekniska områden och många andra.

## Exempel på typer av forskare
- Arkeologer
- Astronomer
- Biologer (inkluderar botaniker, entomologer, evolutionärbiologer, genetiker, immunologer, mikrobiologer, neuroforskare, ornitologer, farmakologer, fysiologer och zoologer)
- Kemister, inklusive biokemister
- Dataforskare
- Ekologer (inklusive ekologer, limnologer och toxikologer)
- Samhällsvetenskaper (antropologer, demografer, ekonomer, lingvister, psykologer, sociologer)
- Geologer (mineraloger, seismologer, glaciologer)
- Matematiker
- Fysiker
- Meteorologer
- Geografer

## Forskare i populärkultur
- Baxter Stockman (Teenage Mutant Ninja Turtles)
- Bruce Banner (Hulken)
- Tony Stark (Iron man)
- Egon Spengler (Ghostbusters)
- Peter Venkman (Ghostbusters)
- Ray Stantz (Ghostbusters)
- Gordon Freeman (Half-Life)
- Professor Kalkyl (Tintin)